# Trijntje Keever

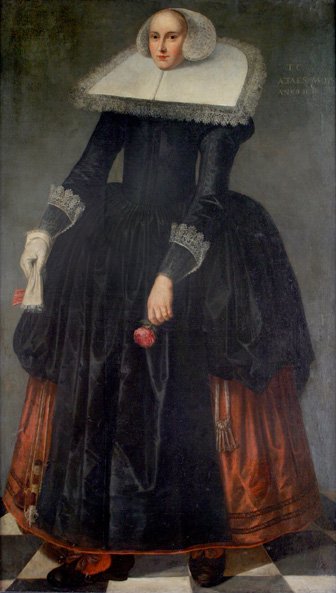
Trijntje Keever

Trijntje Cornelisdochter Keever, smeknamn De Groote Meid (den stora flickan), född 10 eller 16 april 1616 i Edam, Nederländerna, död 22 juli 1633, påstås vara den längsta kvinnliga personen i historien, med längden 254 cm. Men den längsta kvinnan som någonsin har mätts är Zeng Jinlian som blev 248 cm lång.
Trijntje Keever var dotter till Cornelis Keever och Anna Pouwels. Cornelius var en holländsk skeppare och Anna var hans piga, med vilken han gifte sig den 24 maj 1605.
Keevers föräldrar tog med henne på olika karnevaler och utställningar för allmän beskådning med syfte att tjäna pengar på henne. När Keever var nio år gammal besöktes hon av den böhmiska kungafamiljen, bestående av Fredrik V av Pfalz och dennes gemål Elisabet Stuart samt prinsessan Amalia av Solms-Braunfels. Hon var vid denna tid över 200 cm, "nioårig flicka längre än varje människa i Europa."
Keever dog i cancer endast 17 år gammal.